# Daciana Sârbu

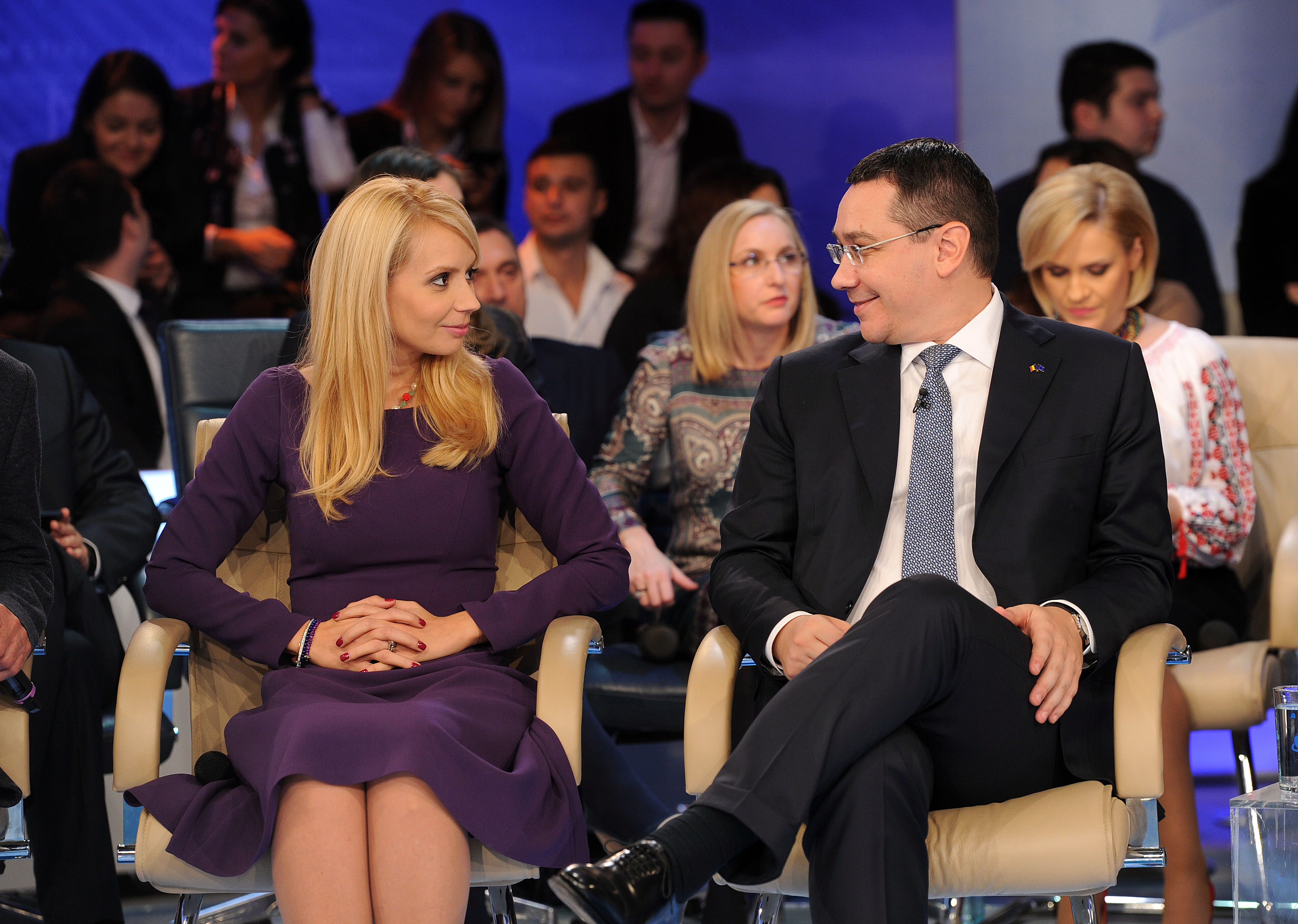
Daciana Sârbu și Victor Ponta

Daciana Octavia Sârbu (n. 15 ianuarie 1977, Arad, România) este o politiciană română, fostă membră în Partidul Social Democrat (1996 - iulie 2018), care a fost europarlamentar între 2007–2019. Din 2014 a fost vicepreședintă a Comisiei de Mediu și Sănătate publică din Parlamentul European, iar în 2015 a fost nominalizată pentru marele premiu la categoria „Sănătate” la Gala Premiilor Parlamentului European. Daciana Sârbu este fiica politicianului și fostului ministru Ilie Sârbu și este căsătorită cu politicianul Victor Ponta.
Daciana Sârbu a fost aleasă ca deputat PSD în legislatura 2004-2008, dar a demisionat pe data de 30 noiembrie 2007 și a fost înlocuită de deputatul Ion Burnei. În cadrul activității sale parlamentare, Daciana Sârbu a fost membră în grupurile parlamentare de prietenie cu Republica Bulgaria și Regatul Spaniei.
Membră PSD din 1996, Daciana Sârbu și-a anunțat demisia din PSD în iulie 2018, urmând să-și continue mandatul în Parlamentul European ca independent, în Grupul S&D.

## În Parlamentul European
În 2007 a fost aleasă delegată a României în Parlamentul European.
Realeasă în Parlamentul European la data de 7 iunie 2009 pe lista Partidului Social Democrat, în cele nouă luni până în martie 2010 a participat la 36 din cele 37 de ședințe în plen. În perioada menționată a pus 20 de întrebări în timpul ședințelor, a redactat trei propuneri de rezoluție, a intervenit de 32 de ori în plen, a scris două declarații și a întocmit nouă amendamente. În mandatul 2009-2014 a fost autoarea a cinci rapoarte ale Parlamentului European și responsabilă din partea Grupului Socialiștilor Europeni pentru opt dosare. În aceeași perioadă a depus aproape 200 de amendamente la Comisia de Agricultură și 130 de amendamente la Comisia de Mediu și Sănătate publică. In acelasi mandat, a contribuit cu peste 80 de amendamente la realizarea Reformei Politicii Agricole Comune a UE.
În februarie 2015, Daciana Sârbu a fost nominalizată pentru titlul de „Europarlamentarul anului în domeniul sănătății”,. Potrivit anunțului oficial, nominalizarea recunoaște „munca neobosită pentru îmbunătățirea rezultatelor europene în domeniul sănătății” dar nu a primit premiul, acesta fiind acordat, un an mai târziu, altui europarlamentar din România, Cristian Bușoi.
La Bruxelles și Strasbourg, activează ca vicepreședinte al Comisiei de Mediu, Sănătate publică și Siguranță Alimentaăa (ENVI) și ca membru supleant în cadrul Comisiei pentru agricultură și dezvoltare rurală. Este vicepreședinte al Intergrupului PE pentru bunăstarea și protejarea animalelor.
Încă de la debutul său ca euroobservator, și-a axat activitatea în domeniul protecției mediului, implicându-se în demersuri pe această temă atât la Parlamentul European, cât și în țară, remarcându-se în special prin opoziția față de proiectul minier de la Roșia Montană.
Este co-autoarea unei rezoluții importante care privește interzicerea tehnologiilor bazate pe cianuri în mineritul UE, adoptată în 2010 cu o largă majoritate de forul legislativ european.
De asemenea, agricultura este una din preocupările sale centrale; prin numeroase demersuri desfășurate la PE și în țară, sprijină promovarea produselor tradiționale românești și susține orientarea finanțării agriculturii europene către sprijinirea fermelor de mici dimensiuni, a exploatațiilor familiale și a celor cu producție bio.
În 2011, ca membru în Comisia AGRI, a fost autoarea unui raport pe tema recunoașterii rolului strategic al agriculturii în asigurarea securității alimentare. Raportul – adoptat cu majoritate de voturi de plenul PE – solicită venituri decente pentru agricultori, susținerea tinerilor fermieri și combaterea speculațiilor pe piețele agricole.
Una dintre prioritățile sale este promovarea alimentației sănătoase, în special în rândul copiilor.
În 2012, Plenul Parlamentului European a dezbătut un raport esențial ce solicita standarde mai stricte privind producerea și promovarea unor alimente importante, precum laptele praf, preparatele pe bază de cereale sau alimentele pentru nevoi medicale speciale. Ca raportor al Grupului S&D, Daciana Sârbu a stabilit punctul de vedere al socialiștilor europeni în acest dosar, contribuind cu o serie de amendamente relevante ce se regăsesc în textul final al raportului. Ulterior, prin votul plenului, Parlamentul European a adoptat acest cadru legislativ major, care va garanta consumatorilor acces la informație de mai bună calitate în privința alimentelor și protecție mai bună pentru grupurile vulnerabile, precum copiii.
În ianuarie 2017, Comisia de Sănătate Publică din Parlamentul European a adoptat amendamentele sale pentru stabilirea unor reguli mai ferme de protejare a copiilor de publicitatea la alimentele nesănătoase; „Aceste propuneri urmăresc să reglementeze clar modul în care poate fi redusă expunerea copiilor la reclamele ce promovează alimentele bogate în zahăr, grăsimi, sare”, a spus eurodeputata.
Daciana Sârbu este unul dintre inițiatorii implicării Parlamentului European în reglementarea problemei grăsimilor „trans”, fiind co-autoarea unei rezoluții care cere protejarea de urgență a cetățenilor de acest risc, prin limitarea obligatorie a grăsimilor „trans” din alimentele procesate. Propunerea a fost adoptată de Comisia de Sănătate Publică.